# Sukkenes Bro
45°26′02″N 12°20′27″Ø / 45.43389°N 12.34083°Ø
Sukkenes Bro (på italiensk: Ponte dei Sospiri) er en bro i Venedig i regionen Veneto i det nordlige Italien.

## Beskrivelse af broen
Broen er lukket både i siderne og ovenover og er bygget af hvide sandsten. Den har vinduer med midtersprosser, ligeledes af sandsten. Sukkenes Bro fører over kanalen Rio di Palazzo, som er en sidekanal til Canal Grande. Broen forbinder Venedigs gamle fængsel med rettergangsrummene i Dogepaladset, hvor Dogen levede og hvorfra han regerede. Broen, der blev bygget i 1602, blev designet af Antoni Contino, en nevø til Antonio da Ponte, som havde konstrueret Rialtobroen.

## Navnets opståen
Den sparsomme udsigt fra broen var det sidste glimt af Venedig, som de dømte fik, inden de blev ført til fængslets fugtige kældre. Navnet på broen, Sukkenes Bro, er fundet på af den engelske digter Lord Byron engang i starten af det 19. århundrede, da han forestillede sig, hvordan fangerne ville sukke højlydt over deres sidste glimt af det skønne Venedig gennem broens vinduer, inden de blev ført ned til deres celler.

## Broen benyttet
Blandt de mange, der blev ført over Sukkenes Bro for at sidde i Venedigs fængsel i kortere eller længere tid, var den kendte venetianske kvindebedårer, forfatter og eventyrer Giacomo Casanova, der i midten af 1700-tallet blev smidt i fangehullet efter en tur gennem inkvisitionen. Han flygtede fra fængslet under et karneval, hvor alle vagterne var berusede.

## Broen i det lokale folkesagn
En legende i Venedig siger, at elskende kan se frem til evig forelskelse og for altid være velsignede hvis de kysser hinanden i en gondol, mens de i solnedgangen passerer under Sukkenes Bro, samt at de vil få et lykkeligt ægteskab der vil bestå resten af deres dage.

## Links
- a view on cities-beskrivelse af Sukkenes Bro